# 김고암
김고암(1943년 9월 14일~)은 조선민주주의인민공화국의 크로스컨트리 스키 선수로, 1964년 동계 올림픽에 참가했다.